# Lantan (Cher)
Lantan település Franciaországban, Cher megyében. Lakosainak száma 95 fő (2022. január 1.). Lantan Blet, Bussy, Chalivoy-Milon és Osmery községekkel határos.

## Népesség
A település népessége az elmúlt években az alábbi módon változott:
| Lakosok száma | 218  | 140  | 94   | 106  | 104  | 95   | 91   | 92   | 93   | 95   |
|               | 1968 | 1982 | 1990 | 2006 | 2013 | 2015 | 2017 | 2019 | 2020 | 2022 |